# Tephritis ludhianaensis
Tephritis ludhianaensis
 es una especie de insecto díptero que Agarwal y Kapoor describieron científicamente por primera vez en el año 1988.
Esta especie pertenece al género Tephritis de la familia Tephritidae.